# Lễ hội Ksaisatíp
Lễ hội Ksaisatíp hay Lễ hội lộc hoa là lễ hội của người đồng bào dân tộc Xinh mun, Tây Bắc. Nét đặc trưng văn hóa là cầu lộc, cầu mùa, cầu phúc, cho con người mạnh khỏe, mùa màng tốt tươi.

## Thời gian
Được tổ chức vào sau dịp Tết Nguyên Đán, lần lượt tổ chức từng nhà, mỗi bản có bao nhiêu nhà là có bấy nhiêu ngày hội, lễ hội kéo dài, nhưng không bao giờ diễn ra khi hoa ban đã tàn, vì khi ấy mùa làm nương (đầu tháng 4 dương lịch) đã bắt đầu, để không ảnh hưởng đến sản xuất.

## Tổ chức

### Chuẩn bị lễ hội
Cứ vào mùa xuân sang, khi hoa đào đã vãn, hoa ban đã nở trắng sườn non, măng đắng đã mọc ngoài rừng.
Tổ chức trong từng nhà, nhưng lại là dịp hội tụ dân bản vì ai cũng tự giác tham gia, ai làm trái lệ dễ bị chê cười, ghét bỏ, thậm chí có thể bị loại ra khỏi cộng đồng.
Lễ hội không tốn kém vì được tổ chức đơn giản. 
Mâm lễ hội một món cúng thần linh, tổ tiên có tính bắt buộc:
- hai con gà luộc
- Một "ếp" xôi gạo mới
- 1 đĩa trầu cau
- Ba chum rượu cần sa
- 2 bát canh nấu từ hoa ban và măng đắng

Một cây nêu cao 4-5m dựng ở giữa nhà, được trang trí bằng những lá xanh, những cành hoa ban buộc gài kín cây nêu, ngoài ra còn gài thêm những bông lúa nếp vàng được giữ nguyên sau khi gặt mùa năm trước, xung quanh cây nêu có ba vò rượu cần, đặc biệt có từ 3 đến 5 "bàn sang" - một loại nhạc cụ được "chế tạo" từ các chum, vò con, bên trong được làm bằng mảnh đồng mỏng, hình tròn đục thủng một lỗ ở cạnh mép nắp, để xỏ dây vào khi gõ một tay cầm dây nâng lên, hạ xuống trên miệng chum, tay bên kia cầm 1 que tre gõ nhịp nhàng lên nắp chum, tạo nên một âm hưởng quện vào tiếng trống, tiếng chiêng lúc bổng, lúc trầm, lúc dịu dàng.

### Vào lễ
Lễ hội được bắt đầu khi chủ lễ ngồi nghiêm chỉnh bên cạnh mâm lễ khấn:::Hỡi người trông coi ở tầng dưới hãy lên để trông coi cho ta hôm nay làm Lễ Ksai Sai Típ
Thần linh hãy bảo vệ
Hãy ăn hoa thay cơm
Uống rượu thay măng
Ăn hương thay hương thơm
Ăn hương nếp thay cơm
Ăn rồi hãy bảo vệ cho cuộc vui lành mạnh, cho hết ốm đau, cho vui trọn vẹn
Người lớn bảo nhau, trẻ em nghe lời người lớn
Được vậy thì ước gì cũng có, sống lâu muôn tuổi
Hỡi thần linh hãy bảo vệ hãy ngồi mâm đây ăn thịt, ăn hoa, ăn hương thơm
Hãy phù hộ cho con cháu khỏe như con gấu trong rừng, chạy nhanh như con hoẵng ngoài núi
Rời mâm cỗ cúng ở góc nhà sàn, chủ lễ bước đến cạnh cây nêu giữa nhà, vít cần rượu nói lời mời tổ tiên uống trước bằng những lời trân trọng, thiết tha: Hỡi tổ tiên, hôm nay ngày lành tháng tốt, ngày sản xuất đã được nhìn thấy kết quả, con cháu làm lễ hội Ksai Sa típ, tổ tiên hãy đến bảo vệ cho con cháu ăn uống vui vẻ, vui chơi thoả mái, nhưng xin hãy đừng để cho ai uống say làm náo loạn bản mường, cãi cọ nhau làm xấu hổ mọi người, năm nay vui, năm mới vui tiếp, như thế mới vui bản yên mường, ai cũng sống lâu muôn tuổi, gìn giữ cuộc sống, chống lại thú rừng, người xấu quấy phá. Chủ lễ tiếp tục mời thần linh uống rượu: "Hỡi thần linh, bảo vệ ta, hãy bảo vệ ta đến cùng, xin mời thần linh uống rượu cùng ta".
Sau khi mời tổ tiên, thần linh uống rượu xong, chủ lễ trân trọng mời ba "già bản" có uy tín trong dòng họ, trong bản mường, sau đó mời đến con cháu, và toàn thể dân bản đến dự lễ hội uống rượu.

### Vào hội
Cùng lúc tiệc rượu bắt đầu là tiếng chiêng, tiếng trống, tiếng nhạc từ nhạc cụ "bàn sang" nổi lên, mọi người nắm tay bắt đầu múa xòe xung quanh cây nêu giữa nhà. Xèo khoảng 1 giờ, tiếng trống tiếng nhạc trầm dần, họ lại mời nhau uống rượu cần, rồi lại tiếp tục xòe, hết đợt này đến đợt khác, kéo dài đến lúc phương đông hửng sáng mới kết thúc, mọi người hoan hỉ xuồng cầu thang về nhà, để đến tối hôm sau lại đến dự Lễ hội ở nhà người trong họ hoặc cùng mường cho đến khi hoa ban đã tàn, măng đắng mọc cao.